# Minna Stocks
Minna Stocks (* 24. Juni 1846 in Schwerin; † 11. November 1928 in Hinzenhagen) war eine deutsche Landschafts- und Tiermalerin.

## Leben
Minna Stocks wurde 1846 in Schwerin geboren als Tochter des Hoftheater-Rendanten, Sängers und späteren Chordirektors Christian Julius Daniel Stocks. Ersten Unterricht hatte sie beim Schweriner Hofmaler Theodor Schloepke. 1867 bis 1869 studierte sie in Berlin beim Tiermaler Karl Steffeck, danach nahm sie drei Jahre Privatunterricht in Düsseldorf bei Ernst Bosch und Emil Volkers, anschließend wieder in Berlin bei Gustav Graef. Für weitere drei Jahre war sie in München bei Jeanna Bauck und ging dann nach Schwerin zurück. Seit 1880 lebte sie erneut in München. Studienreisen führten sie nach Paris und London.
Ihre Spezialität war die Darstellung von Tieren in Genres und Porträts, hauptsächlich von Pferden, Hunden und Katzen. Ebenso gehörte die Landschaftsmalerei zu ihrem Œuvre. Sie war Mitglied im Verein der Berliner Künstlerinnen von 1884 bis 1921, im Münchner Künstlerinnenverein und in der Münchener Künstler-Genossenschaft. Minna Stocks war mit ihren Werken regelmäßig auf den bedeutenden deutschen Kunstausstellungen vertreten, wie etwa im Glaspalast München und in den Ausstellungen der Königlichen Akademie der Künste zu Berlin. Selbst auf der Chicagoer Weltausstellung 1893 (Chicago World's Fair and Exposition) war ein Bild von ihr zu sehen.

„In der Großherzoglichen Gemälde-Galerie sind gegenwärtig einige Novitäten ausgestellt. Fräulein Minna Stocks, welche mit Glück das Thiergenre kultivirt, sandte drei kleine niedliche Bilder ein, welche die Fortschritte der jungen Künstlerin vortheilhaft konstatiren. Wenn sie künftig der Zeichnung eine größere Sorgfalt widmet, so werden ihre Thierbilder noch mehr gefallen.“

## Werke (Auswahl)

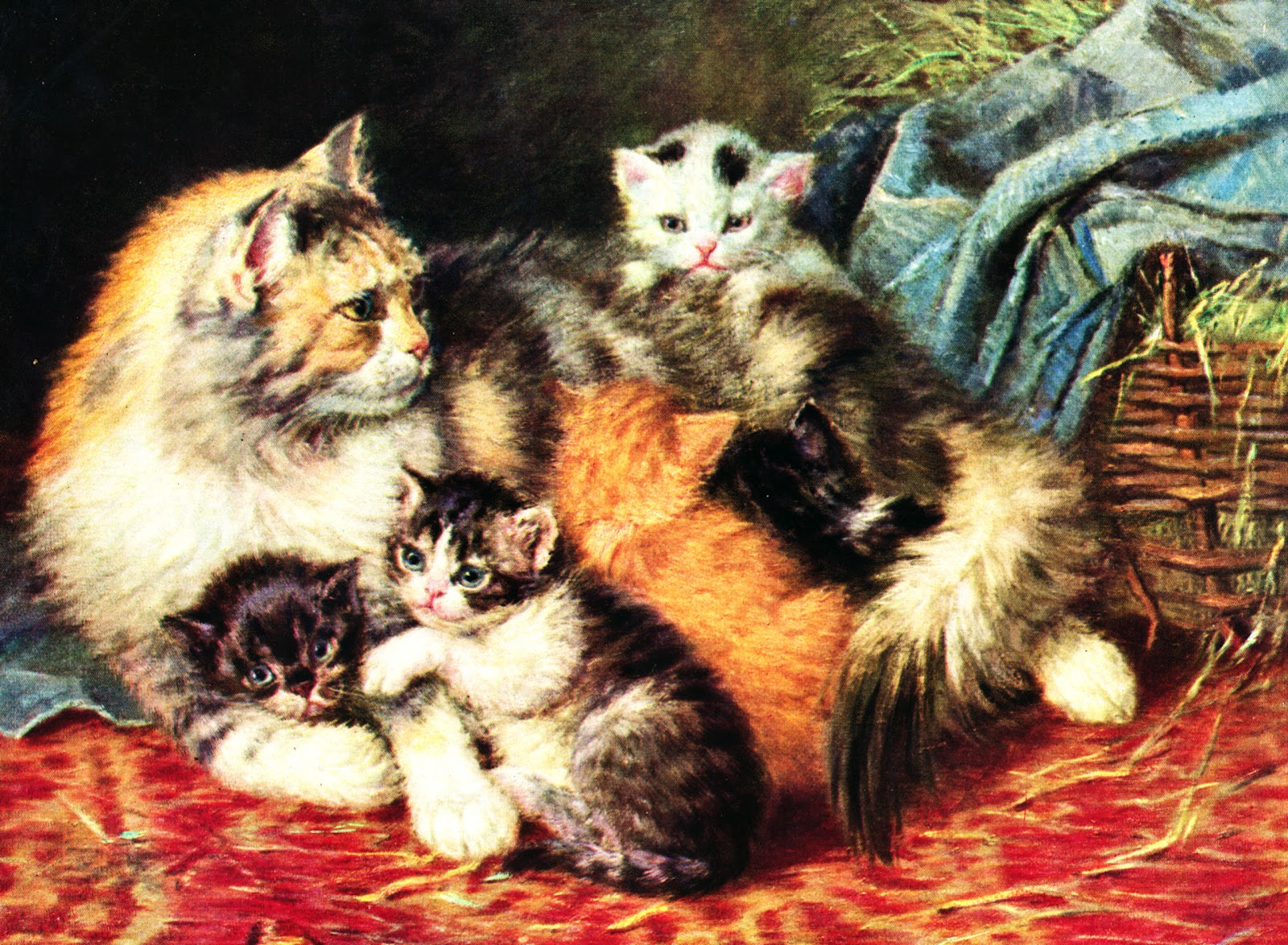
Mädi mit ihren Kindern (1913)

- Blick auf den Schweriner See von der Brücke im Schlossgarten aus (1874), Staatliches Museum Schwerin
- Pferd und Hund vor der Dorfschmiede (1874)
- Ein Hund, der sich vor einem Frosch erschreckt (1879), Berliner akademische Kunstausstellung 1879
- Landschaft mit Pferden und Pferd vor der Schmiede (1881), Berliner akademische Kunstausstellung 1881
- Die feindlichen Brüder. Fünf junge Möpse (1887), Berliner akademische Kunstausstellung 1887
- Spielende junge Möpse (1888), Berliner akademische Kunstausstellung 1888, Abbildung im Katalog[4]
- Quer durch Afrika, Katzen die eine Landkarte von Afrika zerrissen haben (1892), Ausstellung – Verein der Berliner Künstlerinnen und Weltausstellung Chicago, von Kaiser Wilhelm II. angekauft
- Ein Waisenkind, Katzenquartett, Junge Jagdhunde (1896), Münchner Glaspalast
- Im sicheren Schutz (1910), Kulturhistorisches Museum Rostock
- Mädi mit ihren Kindern (1913)
- Die 7 Geschwister, Peterle und Lisel, Blick auf den Schweriner See und  Eine seltsame Erscheinung, Staatliches Museum Schwerin, die Werke wurden postum 1938 in der Schweriner Kunstausstellung gezeigt